# Шурій-Ной
Шурій-Ной (рум. Șurii Noi) — село у Дрокійському районі Молдови. Входить до складу комуни, адміністративним центром якої є село Шурі.

## Населення
За даними перепису населення 2004 року у селі проживали 650 осіб.
Національний склад населення села:
| Національність       | Кількість осіб | Відсоток |
| -------------------- | -------------- | -------- |
| молдавани            | 635            | 97,7%    |
| українці             | 8              | 1,2%     |
| росіяни              | 5              | 0,8%     |
| інша / без відповіді | 2              | 0,3%     |
| Всього               | 650            | 100%     |